# Charles Boursin
Charles Boursin (* 6. Dezember 1901 in Nantes; † 27. Dezember 1971 in Paris) war ein französischer Lepidopterologe.

## Leben
Charles Boursin wurde in Nantes als Sohn eines Notars geboren, genoss eine sehr sorgfältige, mehrsprachige Erziehung und erlernte die deutsche Sprache, die er fließend beherrschte. Außerdem hatte er umfassende Sprachkenntnisse des Russischen. Sein Lehrer in der Entomologie war der auf diesem Gebiet sehr sachkundige Pater Joseph de Joannis. In den 1920er Jahren fand Boursin eine Anstellung im Muséum national d’histoire naturelle in Paris. Dort übernahm er mit der Bearbeitung der paläarktischen Eulenfalter (Noctuidae) eine Aufgabe, die sein Lebensinhalt werden sollte. So nahm er eine gründliche Überarbeitung des bisherigen Noctuidensystems vor. Er wurde Forschungsbeauftragter des Centre national de la recherche scientifique (CNRS). Seine Schmetterlingssammlung umfasst 30.000 Exemplare überwiegend paläarktischer trifiner Eulenfalter, darunter 171 Holo- und 1990 Paratypen, außerdem mehr als 4000 Genitalpräparate sowie eine in ursprünglich 24 Ordnern untergebrachte Sammlung von ca. 12.000 Mikrofotos aller ihm erreichbarer Arten und deren Genitalmorphologie, insbesondere der Typusexemplare. Diese Sammlung ist in ihrer Gesamtheit, zusammen mit der Fachbibliothek und dem sonstigen wissenschaftlichen Nachlass, in den Besitz des Staatlichen Museums für Naturkunde Karlsruhe übergegangen.

## Wissenschaftliche Werke
Die erste Veröffentlichung von Boursin erschien im Bulletin der Société entomologique de France in Frankreich im Februar 1923 und bezieht sich auf die Entdeckung einer neuen 
Unterart von Zygaena nevadensis (Z. nevadensis interrupta) aus Coursegoules im Département Alpes-Maritimes. In den folgenden Jahren publizierte er weitere 200 wissenschaftliche Werke und beschrieb neue Arten, beispielsweise Diarsia guadarramensis (Originalkombination: Agrotis guadarramensis) sowie zahlreiche Unterarten. Auf vielen Gebieten arbeitete er eng mit dem Hamburger Entomologen Georg Warnecke zusammen.

## Publikationen (Auswahl)
- Beiträge zur Kenntnis der Agrotidae-Trifinae XXIII, Mitteilungen der Münchener Entomologischen Gesellschaft, 1940, S. 474–543
- Eine neue Gattung der Unterfamilie Agrotinae aus dem vorderasiatisch-mediterranen Faunenkreis ((Beitrage zur Kenntnis der Agrotidae-Trifinae) (LXII 62)), Zeitschrift der Wiener Entomologischen Gesellschaft, 38. Jahrgang, 1953, S. 212–217
- Die Noctuinae-Arten (Agrotinae vulgo sensu) aus Dr. h.c. HÖNE’s China-Ausbeuten (Beitrag zur Fauna Sinica), Forschungsberichte des Landes Nordrhein-Westfalen,  Springer Fachmedien GmbH, 1963, ISBN 978-3-663-06111-3
- Les Noctuidae Trifinae de France et de Belgique (Contributions à l'Etude des Noctuidae Trifinae, 148), Bulletin mensuel de la Société linnéenne de Lyon, 33, 1964, S. 204–240
- Description de 40 especes nouvelles de Noctuidae Trifinae paléarctiques et de deux genres nouveaux des sous-familIes Noctuinae et Amphipyrinae, Entomops, Nice 2 (15), 1969, S. 215–240